# Isopogon sphaerocephalus
Isopogon sphaerocephalus är en tvåhjärtbladig växtart som beskrevs av John Lindley. Isopogon sphaerocephalus ingår i släktet Isopogon och familjen Proteaceae. Inga underarter finns listade i Catalogue of Life.